# Hippodrome du Neubourg
L'hippodrome du Neubourg, également appelé « hippodrome Henri Bonnel » est un champ de courses situé à la sortie du Neubourg. Il est situé dans le département de l'Eure et en région Normandie.
L'hippodrome du Neubourg est l'un des dix-sept hippodromes de la Fédération des courses d'Île-de-France et de Haute-Normandie.

## Histoire
C'est un hippodrome de 3e catégorie qui accueille des réunions de trot le dimanche et le lundi de Pentecôte, depuis 1914.
En 2009, l'hippodrome du Neubourg a rouvert ses portes une fois entièrement rénové.

## Infrastructures
Avec sa piste en herbe corde à gauche de 804 mètres, l'hippodrome dispose également d'un hall de paris et d'une tribune permettant d'accueillir les parieurs.

## Courses
L'hippodrome du Neubourg permet de parier en PMH (Pari Mutuel Hippodrome) sur les courses se déroulant sur sa piste, mais propose également des prises de paris nationaux grâce à son guichet PMU.

## Accès
L'hippodrome se situe à la sortie du Neubourg.
- Accès en voiture : D840, direction Conches
- Accès en train : gare d'Évreux-Normandie
- Accès en avion : aéroport Rouen Vallée de Seine